# Zeus de la Paz
Zeus Chandi de la Paz, abrégé Zeus de la Paz, né le 11 mars 1995 à Nimègue aux Pays-Bas, est un footballeur international curacien, possédant également la nationalité néerlandaise. Il joue au poste de gardien de but.

## Carrière

### En club
Zeus de la Paz signe au club de Nuneaton Town durant l'été 2015. Il effectue un essai au Peterborough United durant le mois de janvier 2016. Après une saison, il active l'option dans son contrat lui permettant de rester au club, et fait donc partie de l'effectif 2016-2017 de l'équipe.
Le 8 janvier 2018, il rejoint Oldham Athletic.

### En sélection
Il honore sa première sélection avec le Curaçao le 27 mars 2015 contre Montserrat.

## Statistiques
| Saison                | Club                  | Championnat           | Championnat | Championnat | Coupe(s) nationale(s) | Coupe(s) nationale(s) | Curaçao | Curaçao | Total | Total |
| Saison                | Club                  | Division              | M.          | B.          | M.                    | B.                    | M.      | B.      | M.    | B.    |
| 2013-2014             | Jong PSV              | Eerste Divisie        | 1           | 0           | -                     | -                     | -       | -       | 1     | 0     |
| 2014-2015             | Jong PSV              | Eerste Divisie        | 1           | 0           | -                     | -                     | 2       | 0       | 3     | 0     |
| Sous-total            | Sous-total            | Sous-total            | 2           | 0           | -                     | -                     | 2       | 0       | 4     | 0     |
| 2015-2016             | Nuneaton Town         | National League North | 0           | 0           | 1                     | 0                     | -       | -       | 1     | 0     |
| 2016-2017             | Nuneaton Town         | National League North | 0           | 0           | 0                     | 0                     | -       | -       | 0     | 0     |
| Sous-total            | Sous-total            | Sous-total            | 0           | 0           | 1                     | 0                     | -       | -       | 1     | 0     |
| 2018-2019             | Oldham Athletic       | League Two            | 3           | 0           | 2                     | 0                     | -       | -       | 5     | 0     |
| 2019-2020             | Oldham Athletic       | League Two            | 23          | 0           | 3                     | 0                     | -       | -       | 26    | 0     |
| Sous-total            | Sous-total            | Sous-total            | 26          | 0           | 5                     | 0                     | -       | -       | 31    | 0     |
| 2021                  | Oakland Roots         | USLC                  | 6           | 0           | -                     | -                     | 1       | 0       | 7     | 0     |
| Total sur la carrière | Total sur la carrière | Total sur la carrière | 34          | 0           | 6                     | 0                     | 3       | 0       | 43    | 0     |